# Necropolis
Necropolis és una pel·lícula de terror fantàstica italo-britànica del 1970 dirigida per Franco Brocani. Una dissertació sobre el mal humà a través dels segles, es considera una pel·lícula de culte, i es va denominar "una fusió entre una improvisació d'estil Andy Warhol i un subtext ambiciós i esotèric que convoca tota la contracultura occidental de l'època".

## Argument
La pel·lícula, amb un estil visionari i globalment fluctuant, ressegueix els esdeveniments centrats en un estil que condemna totes les malifetes de l'home al llarg de la història de la seva existència. En resum, Brocani, com la llei del contrapas de Dante, pretén crear una mena d'infern per a l'home a través d'aquesta pel·lícula. Les escenes i els episodis, ambientats en un entorn ombrívol i cementiri, quasi semblen monòlegs teatrals sobre un escenari.

### Pasífae
Pasifae és l'esposa de Minos, colpejada pels Déus per la negativa de la seva Naturalesa: la d'estimar. A causa d'aquest pecat contra la fertilitat i de la tasca de l'home que li imposa Déu (procrear), Pasifare es veu afectada per un encanteri que l'obliga a estimar les bèsties. Enamorada d'un toro, Pasífae posa i corteja la bèstia, fins que és muntada pel toro, la qual cosa la fa quedar embarassada. Pasífae dona així a llum un monstre que no mor, però que esdevé cobdiciós de sang humana: el Minotaure.

### Frankenstein
Aquest episodi condemna la cobdícia de l'home per superar els límits del coneixement i voler anar massa més enllà de les seves possibilitats imperfectes i limitades. De fet, l'home, amb ganes d'arribar aquí per crear vida com fa Déu, reuneix peces de cadàvers creant un únic cos que s'anima amb descàrregues elèctriques. El monstre, que anima i actua increïblement, s'anomenarà Frankenstein. Però ell, veient que va ser creat per un home i, per tant, ha de ser informe i imperfecte per llei, es torna boig i actua al món matant tots els familiars del seu creador i amenaçant seriosament també la resta de la humanitat.

### Il Diavolo
En aquest breu interludi vagament còmic, un Carmelo Bene amb jaqueta de cuir, cigarreta a la boca i ampolla de whisky a la mà, intenta seduir Viva Auder. Incapaç de parlar en anglès o francès, a les seves preguntes sobre el Dimoni (que compara amb Nixon) i la guerra del Vietnam, respon insinuant Kenneth Anger, Mick Jagger i Sharon Tate. Finalment l'acompanya fora de l'escenari acusant-la de moralisme.

### Attila e Montezuma
Aquests dos són governants històrics que van pecar contra la humanitat per avarícia i cobdícia insaciables. Àtila, governant de la Xina actual juntament amb els huns, anhelava conquerir el món només amb violència, independentment del sentit de la civilització i la moral, com ara sotmetre un poble i imposar la seva pròpia forma de govern o constitució per garantir l'estabilitat del regne. A causa de la seva cega cobdícia, Àtila va destruir tots els pobles o ciutats esplèndides que va trobar, deixant pols darrere seu, com va passar amb Roma per a Cartago. Però en aquest cas, Escipió Emilià es va veure obligat a arrasar un gran poder a terra per tenir la supremacia, mentre que Àtila aquí només està animat per la força destructiva i la ignorància cega. 
 Moctezuma II en canvi, rei de Maia, va pecar de canibalisme contra la llei dels drets humans, arribant a manifestar grans estralls per als costums dels pobles civilitzats d'Europa. Tanmateix, segons les lleis dels maies, lleis religioses i, per tant, plenes d'ignorància, els sacrificis humans per congraciar-se amb els Déus despietats eren molt normals i freqüents, gairebé necessaris per garantir la supervivència del poble. Montezuma, però, va afegir alguna cosa més, és a dir, el desig de plaer en veure els cossos esquarterats de les víctimes humanes i en menjar-ne la carn.

### Erzsébet Báthory
Era una reina d'Hongria que va ser titllada de crueltat des de la seva joventut, amb tantes víctimes innocents assassinades i sacrificades només pel bé d'estar satisfeta amb el seu patiment. També va consultar llibres secrets de tortura, fins que la vida va ser capturada i emmurallada.

## Repartiment
- Pierre Clémenti - Attila
- Viva - Comtessa Bathory
- Carmelo Bene - Dimoni
- Bruno Corazzari - Monstre de Frankenstein
- Tina Aumont
- Nicoletta Machiavelli
- Paul Jabara
- Paolo Graziosi
- Louis Waldon
- Aldo Mondino
- Rada Rassimov
- George Willing

## Recepció crítica
Time Out va elogiar la pel·lícula, elogiant l'abast de la pel·lícula, la partitura i l'enfocament "contemplatiu" de Brocani al material.